# Campeonato Paranaense
Campeonato Paranaense – ligowe mistrzostwa brazylijskiego stanu Parana, rozgrywane od 1915 roku.

## Format
Série Ouro
Kluby podzielone są na dwie grupy po 8 klubów.
- Pierwszy etap

Każda z grup rozgrywa mecze systemem każdy z każdym mecz i rewanż.
- Drugi etap

Cztery najlepsze drużyny z każdej grupy grają ze sobą na krzyż (czyli 1 z 4, 2 z 3, 3 z 2 i 4 z 1) mecz i rewanż. Zwycięzca drugiego etapu zostaje mistrzem stanu.
Kluby, które zajęły ostatnie miejsca w swoich grupach w pierwszym etapie spadają do drugiej ligi.
We wszystkich rozgrywkach brazylijskich format rozgrywek często ulega zmianom.

## Kluby
Série Ouro
- Associação Desportiva Atlética do Paraná (ADAP)
- Atlético Clube Paranavaí (ACP)
- Cianorte Futebol Clube
- Clube Athletico Paranaense
- Coritiba Football Club
- Francisco Beltrão Futebol Clube
- Iraty Sport Club
- J. Malucelli Futebol Sociedade Anônima
- Londrina Esporte Clube
- Nacional Atlético Clube S/C Ltda
- Paraná Clube Clube
- Rio Branco Sport Club
- Roma Esporte de Apucarana S/A Ltda
- Sociedade União Esportiva Maringá
- Toledo Colônia Work
- União Bandeirante Futebol Clube

## Lista mistrzów
| Sezon | Mistrz                    | Wicemistrz         | Uwagi            |
| ----- | ------------------------- | ------------------ | ---------------- |
| 1915  | Internacional de Curitiba | Paraná SC          |                  |
| 1916  | Coritiba                  | Britânia           |                  |
| 1917  | América                   | Coritiba           |                  |
| 1918  | Britânia                  | Coritiba           |                  |
| 1919  | Britânia                  | Coritiba           |                  |
| 1920  | Britânia                  | Coritiba           |                  |
| 1921  | Britânia                  | Palestra Itália    |                  |
| 1922  | Britânia                  | Savóia             |                  |
| 1923  | Britânia                  | Palestra Itália    |                  |
| 1924  | Palestra Itália           | Coritiba           |                  |
| 1925  | Atlético                  | Savóia             |                  |
| 1926  | Palestra Itália           | Savóia             |                  |
| 1927  | Coritiba                  | Atlético           |                  |
| 1928  | Britânia                  | Atlético           |                  |
| 1929  | Atlético                  | Paranaguá Operário |                  |
| 1930  | Atlético                  | Operário           |                  |
| 1931  | Coritiba                  | Guarani            |                  |
| 1932  | Palestra Itália           | Operário           |                  |
| 1933  | Coritiba                  | Nova Rússia        |                  |
| 1934  | Atlético                  | Operário           |                  |
| 1935  | Coritiba                  | Olinda             |                  |
| 1936  | Atlético                  | Operário           |                  |
| 1937  | Ferroviário               | Operário           |                  |
| 1938  | Ferroviário               | Operário           |                  |
| 1939  | Coritiba                  | -                  |                  |
| 1940  | Atlético                  | Ferroviário        |                  |
| 1941  | Coritiba                  | Atlético           |                  |
| 1942  | Coritiba                  | Ferroviário        |                  |
| 1943  | Atlético                  | Coritiba           |                  |
| 1944  | Ferroviário               | Coritiba           |                  |
| 1945  | Atlético                  | Coritiba           |                  |
| 1946  | Coritiba                  | Ferroviário        |                  |
| 1947  | Coritiba                  | Ferroviário        |                  |
| 1948  | Ferroviário               | Atlético           |                  |
| 1949  | Atlético                  | Ferroviário        |                  |
| 1950  | Ferroviário               | Coritiba           |                  |
| 1951  | Coritiba                  | Jacarezinho        |                  |
| 1952  | Coritiba                  | Palestra Itália    |                  |
| 1953  | Ferroviário               | Cambaraense        |                  |
| 1954  | Coritiba                  | Jacarezinho        |                  |
| 1955  | Monte Alegre              | Ferroviário        |                  |
| 1956  | Coritiba                  | Guarani            |                  |
| 1957  | Coritiba                  | Ferroviário        |                  |
| 1958  | Atlético                  | Operário           |                  |
| 1959  | Coritiba                  | Londrina           |                  |
| 1960  | Coritiba                  | Mandaguari         |                  |
| 1961  | Comercial                 | -                  |                  |
| 1962  | Londrina                  | -                  |                  |
| 1963  | Grêmio Maringá            | -                  |                  |
| 1964  | Grêmio Maringá            | -                  |                  |
| 1965  | Ferroviário               | Grêmio Maringá     |                  |
| 1966  | Ferroviário               | União Bandeirante  |                  |
| 1967  | Água Verde                | Grêmio Maringá     |                  |
| 1968  | Coritiba                  | Atlético           |                  |
| 1969  | Coritiba                  | Ferroviário        |                  |
| 1970  | Atlético                  | Coritiba           |                  |
| 1971  | Coritiba                  | -                  |                  |
| 1972  | Coritiba                  | Atlético           |                  |
| 1973  | Coritiba                  | Atlético           |                  |
| 1974  | Coritiba                  | Atlético           |                  |
| 1975  | Coritiba                  | Colorado           |                  |
| 1976  | Coritiba                  | Matsubara          |                  |
| 1977  | Grêmio Maringá            | Coritiba           |                  |
| 1978  | Coritiba                  | Atlético           |                  |
| 1979  | Coritiba                  | -                  |                  |
| 1980  | Cascavel EC Colorado      | Londrina           |                  |
| 1981  | Coritiba                  | Grêmio Maringá     |                  |
| 1982  | Atlético                  | Colorado           |                  |
| 1983  | Atlético                  | Coritiba           |                  |
| 1984  | Pinheiros                 | Coritiba           |                  |
| 1985  | Atlético                  | Pinheiros          |                  |
| 1986  | Coritiba                  | Pinheiros          |                  |
| 1987  | Pinheiros                 | Atlético           |                  |
| 1988  | Atlético                  | Pinheiros          |                  |
| 1989  | Coritiba                  | União Bandeirante  |                  |
| 1990  | Atlético                  | Coritiba           |                  |
| 1991  | Paraná Clube              | Atlético           |                  |
| 1992  | Londrina                  | União Bandeirante  |                  |
| 1993  | Paraná Clube              | Londrina           |                  |
| 1994  | Paraná Clube              | Londrina           |                  |
| 1995  | Paraná Clube              | Coritiba           |                  |
| 1996  | Paraná Clube              | Coritiba           |                  |
| 1997  | Paraná Clube              | Atlético           |                  |
| 1998  | Atlético                  | Coritiba           |                  |
| 1999  | Coritiba                  | Paraná Clube       |                  |
| 2000  | Atlético                  | Coritiba           |                  |
| 2001  | Atlético                  | Paraná Clube       |                  |
| 2002  | Iraty                     | Grêmio Maringá     |                  |
| 2002  | Atlético                  | Paraná Clube       | Supermistrzostwa |
| 2003  | Coritiba                  | Paranavaí          |                  |
| 2004  | Coritiba                  | Atlético           |                  |
| 2005  | Atlético                  | Coritiba           |                  |
| 2006  | Paraná Clube              | ADAP               |                  |
| 2007  | Paranavaí                 | Paraná Clube       |                  |
| 2008  | Coritiba                  | Atlético           |                  |
| 2009  | Atlético                  | J.Malucelli        |                  |
| 2010  | Coritiba                  | Atlético           |                  |
| 2011  | Coritiba                  | Atlético           |                  |
| 2012  | Coritiba                  | Atlético           |                  |
| 2013  | Coritiba                  | Atlético           |                  |

### Kluby według tytułów
- 37 - Coritiba
- 22 - Athletico Paranaense
- 8 - Ferroviário
- 7 - Britânia and Paraná Clube
- 3 - Londrina, Grêmio Maringá, Pinheiros, Palestra Itália
- 1 - Iraty, Cascavel EC, Colorado, Monte Alegre, Comercial, América, Internacional de Curitiba, Paranavaí